# マーク・シャトルワース
マーク・シャトルワース（Mark Shuttleworth, 1973年9月18日 - ）は、南アフリカ共和国の実業家。初めて宇宙に行ったアフリカ人であり、自腹で宇宙旅行した人物としては世界で2人目である。認証局Thawte社の創業者。LinuxディストリビューションのひとつであるUbuntuの創始者およびリーダーとして広く知られている。また、Pythonの熱烈な支持者。現在イギリスのマン島に在住。また、南アフリカとロンドンを行き来しており、南アフリカとイギリスの二重市民権を持っている。

## 略歴
南アフリカ共和国のオラニエ自由州（現フリーステイト州）ウェルコムで、外科医と看護学校教師の子として生まれた。ケープタウンのロンデボッシュ高等男子学校、Western Province Preparatory School、ダイオセサン大学に通った。1995年にはケープタウン大学の金融・経営情報システム学科でビジネス科学の学位を取得し、その際、両親宅のガレージで電子認証サービス会社Thawteを設立した。Thawteは電子商取引分野におけるリーダー企業に育ち、1999年に米VeriSign社に売却し、その資金を元手にベンチャーキャピタルとアフリカの教育を促進する非営利組織（NPO）シャトルワース財団を設立した。2001年にロンドンへ移住。その後、アフリカ人として世界初の宇宙飛行を行うために、スターシティで訓練を受ける。2002年4月に、ソユーズミッションのメンバーとして国際宇宙ステーションに8日間滞在した。地球への帰還後、南アフリカにて宇宙飛行士を志す人を対象とした科学教育ツアーを行った。そして、その後にUbuntuプロジェクトを立ち上げた。現在、恋人とアヒルと共にマン島に在住。

## 営利活動
シャトルワースは1995年に電子認証サービス会社Thawteを設立した。Thawteは、1999年の12月に米VeriSign社に35億ランド（当時のレートで383億円）で売却された。
2000年9月には、ベンチャーキャピタル、インキュベーター事業を行うHBD Venture Capitalを設立した。さらに、2004年3月に、フリーソフトウェア事業の促進とサポートを行うカノニカル社を設立した。2010年には、カノニカルのCEOから退き、COOに就任した。後任のCEOにはジェーン・シルバーが就任した。
2010年9月に英オープン大学から名誉学位を受けた。受賞理由は大学の教育的関心分野への取り組み。

## LinuxとFOSSへの貢献
1995年から、シャトルワースはDebian（Linuxディストリビューションの一種）の開発者の一人として関わっていた。シャトルワースはHTTPサーバApacheのDebianパッケージの管理者であった。当時、DebianにはApacheのパッケージが存在せず、シャトルワースが最初の管理者であった。Thawte社立ち上げ以後は、実質的な活動はしていない。
2001年には、シャトルワース財団を設立し、フリーなソフトウェアの提供などを通じて、発展途上地域の子どもや若者の教育環境の改善に努めた。
2004年には、カノニカル社を設立し、DebianをベースとしたOSであるUbuntuの開発に投資した。
2005年に、シャトルワースはUbuntu Foundationを設立し、1000万ドルの初期投資を行った。Ubuntu Foundationでは、シャトルワースは「自ら任命した優しい終身の独裁者（"Self-Appointed Benevolent Dictator For Life"、省略形SABDFL）」と称されている。

## 民間人宇宙飛行
2002年4月25日に打上げられたロシアのソユーズTM-34に、民間人の宇宙飛行関係者として約2000万ドルを支払い搭乗し、世界的な知名度を得る。2日後、ソユーズ宇宙船は国際宇宙ステーションにドッキングし、彼はエイズとゲノム関連の研究に8日間参加した。5月5日、彼はソユーズTM-33で地球に帰還した。宇宙飛行に参加するために、シャトルワースはモスクワのスターシティでの7ヶ月間の滞在も含めて1年間のトレーニングと準備を体験した。
この打ち上げでは、シャトルワースとロシア宇宙航空局との間で滞在期間に関するトラブルがあり、一時期ロシア宇宙航空局が打ち上げを拒否していた。
宇宙滞在中ネルソン・マンデラ南アフリカ元大統領と交信をした際に、同席していた14歳の南アフリカ人少女ミカエル・フォスターがシャトルワースにプロポーズをしたが、シャトルワースは丁重に話をはぐらかした。なお、少女は末期患者でありReach for a Dream財団（生命に関わる病気と診断された18歳までの少年少女の夢を叶える活動している団体）からの支援を受けて実現した交信であった。少女は、この交信の24日後にがんにより亡くなった。シャトルワースは亡くなる前の週に少女と会うことを予定していたが、すでに症状が悪化しており実現しなかった。その後、少女が亡くなったという知らせを聞いたシャトルワースはマンデラ南アフリカ元大統領と共に少女の冥福を祈った。

## 参考
- Mark Shuttleworth　Biography
- People Behind Debian: Mark Shuttleworth, Ubuntu’s founder
- Afronaut mourns his 'bride'